# Ubijia

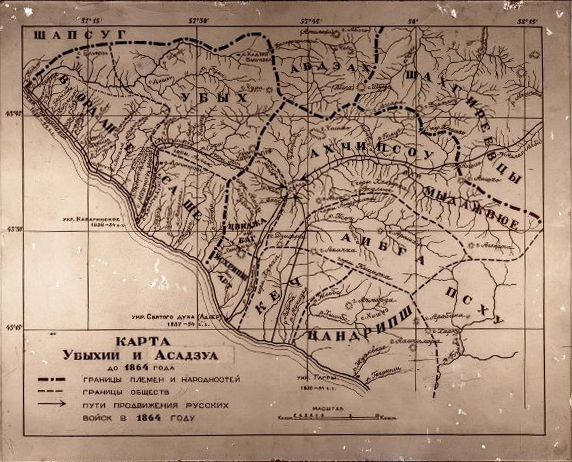
Mapa antiguo

Ubijia [uˈbɪhɪ.ə] fue una comunidad de tribus ubijé en los siglos XIV y XIX. Estaba situada en los que hoy en día es la zona de Sochi y el Krai de Krasnodar en Rusia.
Los ubijos fueron suplantados por los abjasios sadz en esta área en el siglo XVII.
A diferencia del Principado de Abjasia, no hubo príncipes en Ubijia, y estuvo gobernado por un consejo, que representaba a los nobles de todas las 11 subdivisiones y 2 de los Ajchipsou y Sadz, que se incorporaron a la comunidad.
En 1864 Ubijia fue derrotada en la Guerra Ruso-Circasiana y sobre 400.000 personas huyeron en masa al Imperio otomano.